# Бунтман-Дорошкевич, Вениамин Александрович
Вениами́н Алекса́ндрович Бу́нтман-Дорошке́вич (23 ноября 1904, Качкаровка, Херсонская губерния — 14 декабря 1942, Малодербетовский район, Калмыцкая АССР) — советский военный деятель. Полковник (1941 год).

## Биография
Родился 23 ноября 1904 года в селе Качкаровка ныне Бериславского района Херсонской области Украины.

### Гражданская война
В апреле 1919 года был призван в ряды РККА, после чего служил красноармейцем и младшим командиром на бронепоезде № 201 и принимал участие в боевых действиях на Южном, Юго-Восточном и Кавказском фронтах.
В августе 1920 года был назначен на должность командира взвода в составе Смоленской караульной роты (9-я армия), а с января 1921 года исполнял должность сотрудника для особых поручений при члене Реввоенсовета 9-й армии.

### Межвоенное время
В июне 1921 года Бунтман-Дорошкевич был направлен на учёбу в Военную электротехническую школу РККА, дислоцированную в Петрограде. После окончания школы в августе 1924 года был назначен на должность младшего командира 2-го автомотополка (Ленинградский военный округ). В январе 1925 года был направлен в Северо-Кавказский военный округ, где назначен на должность преподавателя на кавалерийские курсы усовершенствования командного состава, а в июне 1926 года — на должность командира учебного взвода 8-го радиотелеграфного батальона. После окончания Владикавказской пехотной школы в мае 1927 года вновь был назначен на должность преподавателя кавалерийских курсов усовершенствования командного состава.
В октябре 1928 года был назначен на должность заведующего военным кабинетом в Ленинградском Восточном институте, в мае 1930 года — на должность начальника 1-й части штаба Красногородского лагерного сбора (Ленинградский военный округ), в октябре 1930 года — на должность военного руководителя Ленинградского института воздушных путей сообщения, в августе 1931 года — на должность командира роты 32-го стрелкового полка (11-я стрелковая дивизия), а в апреле 1932 года — на должность начальника штаба школы младшего командного состава 11-го механизированного корпуса.
В январе 1933 года Бунтман-Дорошкевич был направлен на учёбу на командный факультет Военной академии механизации и моторизации РККА, после окончания которого в июне 1935 года был назначен на должность помощника начальника 1-го отдела автобронетанкового управления Красной Армии, а в июне 1936 года — на должность командира батальона в составе 31-й механизированной бригады.
В октябре 1937 года был уволен из армии и арестован органами НКВД, однако в апреле 1939 года восстановлен в кадрах РККА и назначен на должность начальника технического отдела и заместителя главного инженера «Ленавтотранс». Однако в том же месяце убыл в распоряжение Главного управления кадров НКО СССР, 15 апреля назначен на должность командира 105-го отдельного танкового батальона 11-й отдельной танковой бригады Ленинградского военного округа, после чего принимал участие в боевых действиях в ходе советско-финской войны и за отличие в боях награждён орденом Красного Знамени.
14 мая 1940 года назначен на должность начальника штаба 35-й лёгкой танковой бригады (Ленинградский военный округ), а в марте 1941 года направлен в Киевский военный округ, где был назначен на должность начальника штаба 43-й танковой дивизии (19-й механизированный корпус).

### Великая Отечественная война
С началом войны находился на прежней должности. 43-я танковая дивизия в составе Юго-Западного фронта принимала участие в ходе приграничного сражения, а затем во фронтовом контрударе под Дубно, Луцком, Ровно, при этом Бунтман-Дорошкевич после 200-километрового марша организовал чёткое управление дивизией, которая нанесла удар по направлению на Дубно, в результате чего 11-я танковая дивизия противника отступила на 25 км.
Командир 43-й танковой дивизии полковник И. Г. Цибин, оценивая боевую деятельность начальника штаба за этот период отмечал, что В. А. Бунтман-Дорошкевич

умелой организацией работы штаба спаял весь коллектив штаба дивизии, обеспечил непрерывное управление войсками во все периоды боя. В боях под Дубно, Ровно, на рубеже р. Горынь в самой сложной обстановке обеспечил успешное выполнение решений командира дивизии и корпуса. Лично организовывал взаимодействие с артиллерией и пехотой. За все время боёв связь с частями работала непрерывно и безотказно. Лично т. Бунтман проявил образцы выдержки, мужества и отваги, участвуя в танковой атаке под Дубно.
В сентябре 1941 года подполковник Бунтман-Дорошкевич назначен на должность командира 10-й танковой бригады, которая вскоре принимала участие в оборонительных боевых действиях в районе пгт Высокополье (Херсонская область) и городов Полтава и Волчанск, а затем на обоянско-белгородском и харьковском направлениях.
Командующий 21-й армией генерал-майор В. Н. Гордов при описании боевых действий бригады указывал:

в Обояньской операции несмотря на тяжёлые условия 10 тбр под руководством тов. Бунтмана имела исключительный тактический успех… В Харьковской операции бригада под руководством т. Бунтмана уничтожила гарнизон Муром и овладела этим пунктом, захватив большие трофеи (орудия, пулемёты, склады, боеприпасы и обмундирование), чем обеспечила успешное выполнение задачи, поставленной перед 21-й армией… В трудных условиях при отходе 21-й армии за р. Дон 10 тбр сыграла исключительную роль, находясь все время в качестве прикрытия, дала возможность беспрепятственно отводить части армии из-под ударов врага. Тов. Бунтман всесторонне грамотный командир, знает и любит своё дело. Лично храбрый. По характеру несколько мягкий и скромный.
Со 2 по 17 июля 1942 года исполнял должность командира 13-го танкового корпуса, находящегося в резерве Сталинградского фронта. В августе 1942 года назначен исполняющим должности заместителя начальника автобронетанкового управления Сталинградского, Юго-Восточного и Донского фронтов, однако 2 октября был отстранён от занимаемой должности с формулировкой «…за халатное отношение к делу и обман вышестоящего начальника», понижен в звании до подполковника и отправлен в распоряжение начальника ГАБТУ КА, после чего назначен на должность командира 41-го танкового полка в составе Сталинградского фронта.
14 декабря 1942 года полковник Вениамин Александрович Бунтман-Дорошкевич в ходе оборонительного боя в районе деревни Плодовитое (ныне Малодербетовский район, Калмыкия) был убит.

## Воинские звания
- майор (1937);
- подполковник (20.11.1940);
- полковник (25.11.1941);
- подполковник (02.10.1942);
- полковник (09.09.1943)[2]

## Награды
- Два ордена Красного Знамени (1940, 27.03.1942[3]);
- Медаль «За оборону Сталинграда»[4].